# Sphaerolaimus abyssorum
Sphaerolaimus abyssorum är en rundmaskart som beskrevs av Allgen 1933. Sphaerolaimus abyssorum ingår i släktet Sphaerolaimus och familjen Sphaerolaimidae. Inga underarter finns listade i Catalogue of Life.